# ناشيونال جيوغرافيك أبو ظبي
ناشيونال جيوغرافيك أبو ظبي (بالإنجليزية: National Geographic Abu Dhabi) قناة فضائية وثائقية إماراتية ناطقة باللغة العربية، تبث برامجها المدبلجة للغة العربية من شبكة قنوات ناشيونال جيوجرافيك العالمية، تملكها شبكة أبوظبي للإعلام بالشراكة مع شبكة فوكس التلفزيونية والتي أصبحت تملكها شبكة والت ديزني الإعلامية، وتقدم بثّها مجانًا بدقة HD عبر قمر نايل سات
بدأت بثها على القمر الاصطناعي نايل سات في الأول من شهر يوليو عام 2009، تهتم القناة بالبرامج الوثائقية العلمية والجغرافيا والعلوم الطبيعية. استعملت القناة اللهجة الشامية المحكية لشهور بعد انطلاقها، ثم تحولت إلى العربية الفصحى.

## برامج القناة
لدى القناة الكثير من البرامج الممتعة والمتنوعة التي يقبل عليها الجميع وأهم البرامج:
- أعقد الإصلاحات: ماهية الحلول التي يتطلبها إصلاح بعض من أكبر الآلات في العالم.
- هندسة عبقرية: كيف أدى قفص طيور إلى بناء ناطحة السحاب تايبيه 101؟ ريتشارد هاموند يثبت الصلة.
- أيام عصيبة على كوكب الأرض: يضطر العلماء والمحققون البحث عن حلول جذرية حيث ظهرت أحداث ومعضلات مشتتة من أعماق مخزون العالم للمياه.
- أساطير العالم الجليدي: دخول حصري للقوارب والمنقذين، وهم يتحدون المياه المليئة بالبكتيريا ويصارعون باستماتة لإنقاذ الحيوانات المحتضرة تحت الحراسة العسكرية.
- عمليات نقل عملاقة: سباق الناقلات العملاقة مع الزمن لتسليم العمل في الموعد المحدد.
- صنارة الصيد: صيد أسماك صعب اصطيادها، ومع الأخطار التي حدثت للصيادين وقت اصطيادها.
- أبوكالبيس: الحرب العالمية الثانية: برنامج وثائقي بالألوان من ستة أجزاء عن الحرب العالمية الثانية.

وبرامج عديدة أخرى مثل:
- أحاجي التاريخ
- أنا مصور ناشونال جيوغرافيك
- الكنز المفقود.
- التايتنك تعود للحياة
- إنشاءات عملاقة
- تحقيقات الكوارث الجوية
- تفجيرات هندسية
- لا تخبروا والدتي
- حقيقة أم زيف
- قردة لصوص
- الحياة البرية، في أجزاء منها:

1. الحياة البرية في ألاسكا
2. الحياة البرية في اليابان
3. الحياة البرية في أستراليا
4. الحياة البرية في سيبيريا

- في فقرة البرية الجامحة:

1. عالم الكائنات الغريبة
2. منتزهات (أمريكا) الوطنية
3. هجرات عظمى
4. نداء البرية
5. عندما تهاجم القروش
6. هجوم أسماك القرش 360
7. أسرار حديقة حيوانات تيمبا
8. أطرف مقاطع فيديو في أمريكا: نسخة الحيوانات
9. محاكم البرية
10. أستراليا البرية
11. بريطانيا البرية
12. المملكة المتوحشة
13. الكوكب المعادي
14. مواجهات حتمية
15. حيوانات مفترسة مقابل فرائس
16. لقاء الشمبانزي
17. أسرار آسيا البرية
18. البرية 24
19. سحر مملكة حيوانات ديزني
20. خلق ليفترس
21. رحلات الحيوانات المذهلة
22. أشرس كائنات في العالم
23. برية وذكية وقاتلة

- العد التنازلي النهائي للحيوان
- كسر القضبان
- أسفار محفوفة بالمخاطر
- تحقيقات الكوارث الجوية
- سوبر كارز
- المنقبون عن الذهب
- سمكة التونة العنيدة
- أمريكا الجامحة
- كم تساوي قطع سيارتك
- سائقون بالفطرة
- ذهب يوكون
- اختراق الأنظمة
- التشبث بالحياة في ألاسكا
- نفد أو انفد: إذا كنت في مشكلة فنفد ما يقال لك أو انفد
- نفذ أو انفذ: الحيوانات
- مصر القديمة
- وقائع وأحداث
- مطار دبي الدولي
- منازل غريبة
- علم البسطاء
- ألعاب العقل
- ألعاب العقل مع المشاهير
- الديناصورات: وحوش رائعة
- لاشئ من ماسبق: عبقري الشارع
- معًا لحياة أفضل.
- مستشفى المعجزات.
- أساليب البقاء.

## وصلات خارجية
- الموقع الرسمي
- تردد قناة ناشيونال جيوغرافيك